# Autocharis ecthaemata
Autocharis ecthaemata là một loài bướm đêm trong họ Crambidae.